# Pop'n music Animelo 2
pop'n music Animelo No. 2 (pop'n music アニメロ2号 poppun myūjikku animero ni gō?) es la segunda y última entrega derivativa de pop'n music animelo, creado por Bemani y distribuido por Konami. Teniendo un total de 35 canciones, fue lanzado en septiembre de 2000, y al igual que su antecesor, este también alberga únicamente canciones de género anime, incluyendo más unas cuántas nuevas. A diferencia de su antecesor, este no cuenta con una contraparte para consola. Sin embargo, algunas canciones del mismo hicieron apariciones en las entregas lineales de pop'n music.

## Características nuevas
- La dificultad Hyper fue añadida al juego, sin embargo, no cada nueva canción lo tiene. Algunas canciones desde el primer videojuego Animelo también han recibido el nivel Hyper.[7]
- pop'n music アニメロ2号 ya no utiliza más el gráfico de notas musicales para denotar la dificultad de una canción. En su lugar, muestra un número indicando la dificultad.
  - Además de esto, la escala de dificultad fue expandida desde un previo límite del 5 al 7.
- Tres nuevos modos de juego fueron añadidos al juego: Gun, Bowling y Expert.[8]

## Canciones nuevas
La siguiente lista muestra las canciones añadidas al juego.
| Nombre                   | Anime                     | Artista                                                     | Década      |             |             |
| First stage              | First stage               | First stage                                                 | First stage | First stage | First stage |
| ------------------------ | ------------------------- | ----------------------------------------------------------- | ----------- | ----------- | ----------- |
| 今日も何処かでデビルマン | デビルマン                | 石原慎一                                                    | 1970        |             |             |
| ドロロンえん魔くん       | ドロロンえん魔くん        | 中川千秋 with 伝出殿                                        | 1970        |             |             |
| とべ！グレンダイザー     | UFOロボ グレンダイザー    | ささきいさお、杉並児童合唱団                                | 1970        |             |             |
| ハロー・ララベル         | 魔法少女ララベル          | 堀江美都子、森の木児童合唱団                                | 1980        |             |             |
| 異次元ストーリー         | 夢戦士ウイングマン        | ポプラ                                                      | 1980        |             |             |
| とんがり帽子のメモル     | とんがり帽子のメモル      | 山野さと子                                                  | 1980        |             |             |
| メイプルタウン物語       | メイプルタウン物語        | 山野さと子                                                  | 1980        |             |             |
| わぴこ元気予報！         | きんぎょ注意報!           | 内田順子                                                    | 1990        |             |             |
| Final stage              |                           |                                                             |             |             |             |
| デビルマンの歌           | デビルマン                | 石原慎一、比山貴咏史、木戸泰弘                              | 1970        |             |             |
| バビル2世                | バビル2世                 | 水木一郎、森の木児童合唱団                                  | 1970        |             |             |
| グレートマジンガー       | グレートマジンガー        | 水木一郎、森の木児童合唱団                                  | 1970        |             |             |
| 炎のキン肉マン           | キン肉マン                | 串田アキラ、比山貴咏史、木戸泰弘、 木村真紀、杉並児童合唱団 | 1980        |             |             |
| ペガサス幻想             | 聖闘士星矢                | 山田信夫                                                    | 1980        |             |             |
| Secret songs             |                           |                                                             |             |             |             |
| WING LOVE                | 夢戦士ウイングマン        | 山中のりまさ                                                | 1980        |             |             |
| セーラースターソング     | 美少女戦士 セーラームーン | 花沢加絵                                                    | 1990        |             |             |